# Sarcophanops
Sarcophanops är ett släkte i familjen praktbrednäbbar inom ordningen tättingar.
- Mindanaobrednäbb (S. steerii)
- Samarbrednäbb (S. samarensis)